# 長發體育館

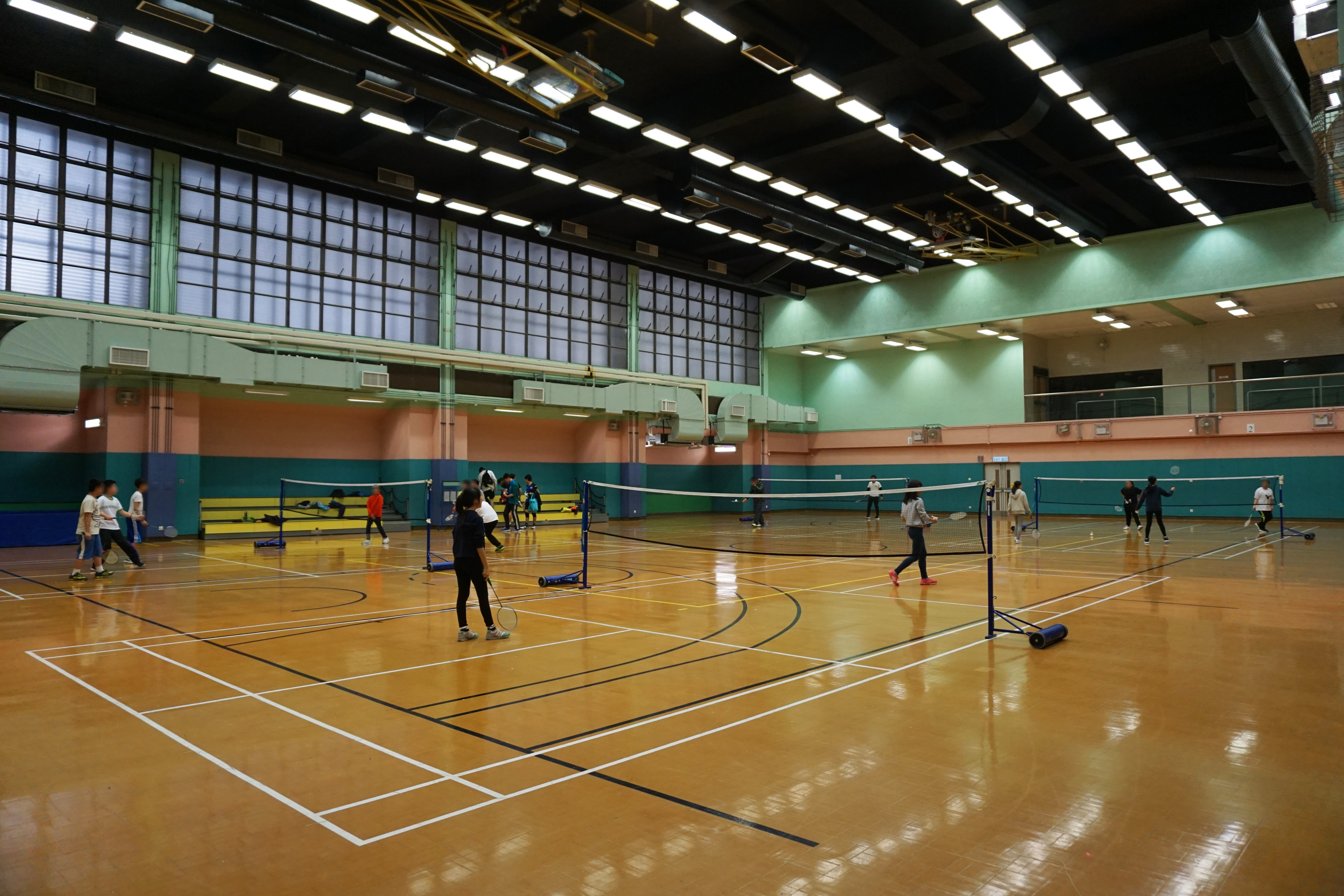
長發體育館

長發體育館（英語：Cheung Fat Sports Centre），香港室內體育館，位於香港新界青衣長發邨長發商場四樓；於1990年3月5日啟用。

## 設施
- 一個可提供兩個籃球場/排球場或四個羽毛球場的多用途主場，設有固定觀眾席座位132個
- 一個健身室
- 一個多用途活動室
- 四個壁球室

## 鄰近
- 長發邨
- 長安邨
- 青泰苑
- 灝景灣
- 青衣東北公園